# Scarus xanthopleura
Scarus xanthopleura là một loài cá biển thuộc chi Scarus trong họ Cá mó. Loài này được mô tả lần đầu tiên vào năm 1853.

## Từ nguyên
Từ định danh của loài được ghép bởi hai từ trong tiếng Latinh: xanthos ("màu vàng") và pleura ("hai bên thân"), hàm ý có lẽ đề cập đến vùng màu ánh vàng trên thân của cá đực.

## Phạm vi phân bố và môi trường sống
Từ đảo Giáng Sinh và quần đảo Cocos (Keeling), phạm vi của S. xanthopleura trải dài về phía đông đến nhiều vùng biển thuộc các nước Đông Nam Á hải đảo, Papua New Guinea và quần đảo Solomon, Guam, quần đảo Caroline (gồm Palau và một phần Liên bang Micronesia), quần đảo Marshall, Nauru và Tuvalu, ngược lên phía bắc đến quần đảo Ryukyu (Nhật Bản), phía nam giới hạn đến các rạn san hô vòng trên biển San Hô.
Môi trường sống của S. xanthopleura là các rạn san hô viền bờ và rạn san hô trong các đầm phá, độ sâu được tìm thấy đến ít nhất là 50 m.

## Mô tả
S. xanthopleura có chiều dài cơ thể tối đa được biết đến là 54 cm. Vây đuôi cụt ở cả cá đực và cá cái, thùy đuôi phát triển dài. Cá đực có màu xanh lục lam; mõm dài. Cá cái S. xanthopleura có màu đỏ tươi, vảy to viền đỏ, thường có các dải sọc nhạt màu ở hai bên thân; màu trắng nổi bật ở hai phiến răng.
Số gai vây lưng: 9; Số tia vây ở vây lưng: 10; Số gai vây hậu môn: 3; Số tia vây ở vây hậu môn: 9; Số tia vây ở vây ngực: 14.

## Sinh thái học
Thức ăn của S. xanthopleura chủ yếu là tảo. S. xanthopleura có thể sống đơn độc hoặc hợp thành đàn. S. xanthopleura được đánh bắt để làm thực phẩm.